# Бургуэн, Луиза
Луиза Бургуэн (фр. Louise Bourgoin, настоящее имя Ариан Бургуэн (Ariane Bourgoin); род. 28 ноября 1981, Ван, Франция) — французская актриса, модель и ведущая на французском телевидении.

## Детство и юность
Ариан Бургуэн родилась 28 ноября 1981 года в городе Ванн. Её отец был преподавателем философии в городе Ван, департамента Морбиан, в западной Бретани, а мать работала врачом-психиатром. Родители Луизы расстались, когда она была ещё маленькой.
Её родители мечтали, что дочь будет иметь стабильную профессию. Поэтому они поддержали желание поступить в Школу изящных искусств в Рене и получить профессию преподавателя изобразительных искусств, так как Луиза с детства увлекалась рисованием. В то же время она начинает работать в качестве модели и позирует для известного фотографа Яна Сандерсона (Ian Sanderson).

## Карьера ведущей
В 2004 году Луиза Бургуэн становится одной из ведущих передачи «Kawaï!» на канале «Девушки ТВ» (Filles TV), в которой она пишет и представляет свои идеи. Двумя годами позже она переходит на канал «Direct 8». Одновременно, вместе с ведущим Марком Лакомбом (Marc Lacombe), она готовит пилотные выпуски передачи для канала «PLAYSTATION TV». Канал впоследствии так и не начнёт своего вещания.
С 2006 года по июнь 2008 года Луиза — ведущая прогноза погоды в передаче «Le Grand Journal» на телевизионном канале Canal+, главным ведущим которой является журналист, продюсер и руководитель Мишель Денизо (Michel Denisot). Чтобы избежать сравнений с Ариан Массене (Ariane Massenet), она решает изменить своё имя Ариан на имя Саломе (Salomé), а затем берёт псевдоним Луиза Бургуэн. Свой выбор она объяснила любовью к работам художницы Луизы Буржуа.
Начиная с сентября 2008 года, каждую пятницу она выступает ведущей рубрики «Прочитанное на теле́» (Lu à la télé) в телепередаче «Le Grand Journal», в которой Луиза представляет несколько прочитанных книг. Рубрика заканчивается маленьким клипом, где она пародирует одну персоналию или деятеля. Среди знаменитостей, которых пародировала Луиза Бургуэн, можно заметить актрису Ариэль Домбаль (Arielle Dombasle), французских женщин-политиков Сеголен Руаяль и Розалин Башело (Roselyne Bachelot), а также жену бывшего президента Франции Карлу Бруни-Саркози и Жана Саркози, сына Николя Саркози.

## Карьера актрисы
В 2008 году Луиза Бургуэн сыграла свою первую роль в фильме «Девушка из Монако» режиссёра Анн Фонтэн, вышедшем 20 августа 2008 года. Режиссёр искала « юную девушку, безрассудную и свободную». В этом фильме Луиза играет роль ведущей прогноза погоды рядом с Фабрисом Лукини.
В 2010 году она играет главную роль Адель Блан-Сек в фильме «Необычайные приключения Адель», режиссёром и автором сценария которого выступил Люк Бессон.
В 2013 году Луиз снялась в фильме Гийома Никлу «Монахиня», который участвовал в основной программе 63-го Берлинского международного кинофестиваля.
Снималась в рекламе Kenzo Jeu D'Amour и Kenzo Jeu d’Amour L’Elixir.

## Личная жизнь
С 2007 по 2010 год состояла в отношениях с певцом Жюльеном Доре. После вступила в отношения с музыкантом Танги Дэстаблем, известным под сценическим именем Tepr. У пары двое сыновей. Этьен (род. 7 апреля 2016 года) назван в честь Этьена де ла Бэоси. В 2020 году у пары родился второй сын.

## Фильмография
| Год  |     | Русское название                    | Оригинальное название                           | Роль                     |
| ---- | --- | ----------------------------------- | ----------------------------------------------- | ------------------------ |
| 2008 | ф   | Девушка из Монако                   | La Fille de Monaco                              | Одри Варелла             |
| 2008 | с   | Бонус Уильяма                       | Les Bonus de Guillaume                          | Луиза                    |
| 2009 | ф   | Сладкий Валентин                    | Sweet Valentine                                 | Камилла                  |
| 2009 | ф   | Маленький Николя                    | Le Petit Nicolas                                | продавщица цветов        |
| 2010 | ф   | Белый как снег                      | Blanc comme neige                               | Мишель                   |
| 2010 | ф   | Необычайные приключения Адель       | Les aventures extraordinaires d'Adèle Blanc-Sec | Адель Блан-Сек           |
| 2010 | ф   | Чёрные небеса                       | L'autre monde                                   | Одри                     |
| 2011 | ф   | Секса много не бывает               | Un heureux événement                            | Барбара Драй             |
| 2011 | ф   | Любовь живёт три года               | L'amour dure trois ans                          | Алиса                    |
| 2013 | ф   | Монахиня                            | La Religieuse                                   | сестра Кристина          |
| 2013 | кор | Американская ночь Анжелики          | La nuit américaine d'Angélique                  | озвучка                  |
| 2013 | ф   | Держите язык за зубами, мадемуазель | Tirez la langue, mademoiselle                   | Жудит Дюранс             |
| 2013 | ф   | Он ушел в воскресенье               | Un beau dimanche                                | Сандра                   |
| 2013 | ф   | Как украсть бриллиант               | Love Punch                                      | Манон                    |
| 2015 | ф   | Мохаве                              | Mojave                                          | Милли                    |
| 2015 | ф   | Я солдат                            | Je suis un soldat                               | Сандрин                  |
| 2015 | ф   | Белые рыцари                        | Les chevaliers blancs                           | Лаура Турин              |
| 2017 | ф   | Любовь-морковь по-французски        | L'un dans l'autre                               | Пенелопа                 |
| 2018 | ф   | Дом вверх дном                      | Les dents, pipi et au lit                       | Жанна                    |
| 2018 | с   | Романовы                            | The Romanoffs                                   | Софи                     |
| 2020 | ф   | Мечта о ребёнке                     | L'Enfant rêvé                                   | Патрисия Барреро         |
| 2022 | ф   | Гора                                | La montagne                                     | Леа                      |
| 2022 | ф   | Влюблён без памяти                  | C'est mon homme                                 | Роз-Мари Брюне / Фримусс |
| 2023 | ф   | Серьёзная профессия                 | Un métier sérieux                               | Сандрин Делезят          |
| 2024 | с   | Месье Спейд                         | Monsieur Spade                                  | Маргарита «Пегги» Деверо |

## Премии и номинации
- 2008 — Премия «Raimu de la Comédie»: Лучшая актриса, подающая надежду, за роль в фильме «Девушка из Монако».
- 2009 — номинация на Премию «Сезар»: Лучшая актриса, подающая надежду, за роль в фильме «Девушка из Монако».